# Pinacodera subcarinata
Pinacodera subcarinata är en skalbaggsart som beskrevs av Thomas Casey. Pinacodera subcarinata ingår i släktet Pinacodera och familjen jordlöpare. Inga underarter finns listade i Catalogue of Life.